# 絕命尬車2
《絕命尬車2》（英語：Death Race 2，原名，或又稱作）是一部2010年美國科幻動作片，由羅依·羅尼執導，保羅·W·S·安德森監製和提供故事。路克·高斯、文·雷姆斯、丹尼·崔喬、西恩·賓、塔妮特·菲尼克絲、蘿倫·科漢和仇雲波主演。《絕命尬車2》為2008年電影《絕命尬車》的前傳，並定於2010年12月27日以錄影帶首映的方式在英國發行，2011年1月18日在美國推出。續集《絕命尬車3：地獄》於2013年發行。
電影主要描述首位科學怪人的起源故事。

## 劇情
故事設定於2012年，美國政府的監獄系統管控瓦解，使得私人企業得以管理囚犯監獄，並會以生死格鬥節目《你死我活》來讓犯人們互相殘殺、促使收視率維持監獄營收。主要敘述因擔任搶銀行小隊的司機的路克遭判終生刑，因而進入監獄「絕命島」，而展開從生死格鬥進化到絕命尬車比賽的玩命歷險。

## 演員

### 賽車手
- 路克·高斯 飾 卡爾·「路克」·盧卡斯／科學怪人（Carl "Luke" Lucas／Frankenstein），身高為6尺1吋(185公分)，182磅(82公斤)。因搶銀行案而入獄。 他所開的車是2006年式福特野馬跑車。這臺車的駕駛之後都是科學怪人。
- 道比·歐帕瑞 飾 大比爾（Big Bill），為卡爾·盧卡斯和卡林的宿敵。身高為6尺2吋。體重為250磅(113公斤)。他在死亡格鬥裡殺死19人，也是殺人數最多的人。他所開的車子是2004年式道奇公羊1500大卡車。這臺車之後的駕駛為科學怪人的宿敵巨砲喬揚。
- 漢寧·柏斯蒙 飾 山德·格雷迪 (Xander Grady)納粹幫老大，為14K的宿敵。身高為6尺4吋(193公分)，體重為220磅(100公斤)。他在死亡格鬥裡殺死11人為第三名。他所開的車子是1966年式別克Riviera。這臺車的駕駛之後是詹森·安姆的殺妻兇手或敵人斯洛沃·柏青哥(Slovo·Pachenko)
- 仇雲波 飾 14K 為華裔幫派老大，一年前因謀殺案入獄。身高為5尺11吋(180公分)，體重為159磅(72公斤)。在死亡格鬥裡殺死14人次於大比爾。他所開的車子是1980年式保時捷911跑車。也是唯一一位在絕命尬車三部曲裡出現的人物。
- 瓦里克·格里爾 飾 卡林 (Calin)，為大比爾的宿敵。他所開的車子為1979年式龐帝克 Trans-Am。這臺車的駕駛之後為卡森(Carson)。
- 西恩·希格斯 飾 鄉巴佬 (Hill Billy)。他所開的車子為1989年式寶馬735I(E32)。這臺車的駕駛之後為塞爾德(Siad)。
- Trayan Milenov-Troy 飾 疤臉 (Scarface)。他所開的車子為2006年式克萊斯勒300C轎車。這臺車的駕駛之後為海克特·格林(Hector Grimm)。
- 麥可·所羅門 飾 酋長(Sheik)。他所開的車子為1989年式積架XJS。這臺車的駕駛之後為崔維斯·柯特(Travis Colt)。
- Chase Armitage 飾 阿帕契(Apache)。他所開的車子為1972年式別克"船尾型(Boattail)"Riviera。這臺車的駕駛之後為瑞根斯(Riggins)。

### 其他角色
- 塔妮特·菲尼克絲 飾 卡特里娜·班克斯（Katrina Banks），盧卡斯在監獄裡認識的女友，也是他的領航員。
- 蘿倫·科漢 飾 莎塔芭·瓊斯（September Jones），雖然很美但心思邪惡的女人，被科學怪人撞死。
- 丹尼·崔喬 飾 金柏格（Goldberg），之前為格鬥專家，之後為盧卡斯和科學怪人的教頭。
- 佛瑞德列克·柯勒 飾 李斯特（Lists），一年前因弒母案入獄。
- 文·雷姆斯 飾 韋蘭（R.H. Weyland），韋蘭公司的老闆。
- 西恩·賓 飾 馬庫斯·凱恩（Markus Kane)，盧卡斯的犯罪老闆。之後因懸賞得罪盧卡斯而被14K派遣刺客暗殺。

### 賽車
- 2006年式福特野馬V8 4.6L引擎跑車-具有五段手動變速器，為第二快的跑車次於1980年保時捷911。這臺車觸動攻擊武器為2X M134迷你槍，觸動防禦武器有尾翼油漬(Oil Slick)、燃燒彈(Napalm)、煙霧彈(Smokescreen)。這臺車的厚尾有有用的護盾為墓碑而提升野馬的防禦力也犧牲了速度。此汽車的駕駛人為卡爾·盧卡斯(Carl Lucas)，之後為科學怪人(Frankenstein)。
- 2004年式道奇公羊大卡車-具有五段自動變速器或5.7 V8 Hemi引擎，攻守兼備，尤其是機關槍攻擊力或車身防禦力佳，但車速和1966別克Riviera一樣慢(速度為並列最後一名)。前面的車頭刺可以猛撞車子屁股。剛開始也具有RPG-7火箭炮或一般型火箭砲(第一集因無畏號的關係而延長到第三回合)。這臺車的觸動攻擊武器為M1919機關槍或M61，觸動防禦會發動鐵鍊讓後方接近它的車輛被束縛。此汽車的駕駛人為卡爾·盧卡斯的宿敵大比爾，之後為科學怪人的宿敵巨砲喬揚。
- 1966年式別克Riviera-具三段自動變速器，渦輪增壓器或430C.I. V8 釘子型引擎，屬於攻守兼備或者多機關槍或車身防禦佳。攻擊武器有德式M34機關槍、Uzis或PPSh-41副機關槍，防禦武器為釘子。此汽車駕駛人為14K的宿敵山德·格雷迪(Xander Grady)，之後為詹森安姆的殺妻兇手斯洛沃·柏青哥。
- 1980年式保時捷911跑車具有五段手動變速器或stock 2.7L 6CYL引擎，是速度最快的車也是防禦力和攻擊力最弱的車。 攻擊武器為MG-42德式機關槍，4X位於車子上方的飛彈。防禦武器有4X後方飛彈。 駕駛人為華裔幫派老大14K。
- 1979年式龐帝克Trans-Am-具三段自動變速器或350HO V8引擎，攻擊武器有50半徑M2機關槍，但位置在車子上頭，需要領航員來控制。防禦武器有後尾的M134迷你槍。 此車子駕駛為卡林(Calin)，之後為卡森(Carson)
- 1989年式寶馬735I(E32)-具四段自動變速器或6CYL引擎，攻擊武器有M134迷你槍，防禦武器有防彈鋼以增強寶馬的防禦力。此車子駕駛為鄉巴佬(Hill Billy)，之後為塞爾德(Siad)。
- 2006年式克萊斯勒300C轎車-具五段自動變速器或345 C.I. V8引擎。 攻擊武器有3X FN MAG-58s機關槍、1X飛彈，防禦武器為尾翼油漬(Oil Silck)。此車駕駛人為疤臉(Scarface)，之後為海克特˙隔林(Hector Grimm)。
- 1989年式積架XJS-具四段自動變速器或V12引擎。 攻擊武器為50半徑M2機關槍，防禦武器為防彈鋼。此車駕駛為酋長(Sheik)，之後為崔維斯˙柯特(Travis Colt)。
- 1972年式別克"船尾型(Boattail)"Riviera-具三段自動變速器或430C.I. V8 釘子型引擎，屬於攻守兼備車輛。攻擊武器M34德式機關槍、2X Uzis 2X PPSh-41機關槍。防禦為散落釘子。此車駕駛為阿帕契(Apache)，之後駕駛為瑞根斯(Riggins)。

## 續集
續集《絕命尬車3：地獄之賽》以錄影帶首映發行於2013年。

## 外部連結
- 互联网电影数据库（IMDb）上《絕命尬車2》的资料（英文）
- AllMovie上《絕命尬車2》的资料（英文）
- 爛番茄上《絕命尬車2》的資料（英文）